# StandUpMigranten
StandUpMigranten – Comedy mit allem und scharf ist eine deutsche Comedyshow, die im Auftrag des SWR produziert und 2013 auf dem Digitalsender EinsPlus erstmals ausgestrahlt wurde. Die Idee für das Format stammt von Thorsten Sievert, der auch als ausführender Produzent fungierte. Die Show wurde in einer Shisha-Bar in München aufgezeichnet. Moderiert wurde die Show von dem deutschen Komiker Abdelkarim.

## Konzept
Moderator Abdelkarim begrüßt in jeder Sendung jeweils vier Komiker, die in Deutschland leben und einen Migrationshintergrund haben, und die mit einem Auszug aus ihren Live-Programmen in der Sendung auftreten. Zwischen den Auftritten werden Einspielfilme gezeigt, die sich provokant und humorvoll mit dem Thema Integration befassen.

## Gäste (Auswahl)
| Häufigkeit | Name                  | Folge        |
| ---------- | --------------------- | ------------ |
| 4          | Marek Fis             | 3, 6, 14, 19 |
| 3          | Ill-Young Kim         | 1, 11, 22    |
| 3          | Masud Akbarzadeh      | 1, 10, 18    |
| 3          | Jilet Ayse            | 2, 8, 17     |
| 3          | Simon Pearce          | 3, 7, 13     |
| 2          | Faisal Kawusi         | 1, 19        |
| 2          | Gesa Dreckmann        | 1, 22        |
| 2          | Alain Frei            | 3, 16        |
| 2          | Freddy Farzadi        | 4, 9         |
| 2          | Osman Citir           | 6, 18        |
| 2          | Christiane Olivier    | 6, 19        |
| 2          | Christian Schulte-Loh | 7, 20        |
| 2          | Berhane Berhane       | 8, 23        |
| 2          | Fatih Çevikkollu      | 9, 23        |
| 2          | Ingmar Stadelmann     | 11, 16       |
| 2          | Enissa Amani          | 12, 16       |
| 2          | Olivier Sanrey        | 14, 17       |